# Básico 2
Básico 2 es el segundo álbum en directo del grupo español de rock Revólver, publicado por Warner Music en octubre de 1997, y el segundo en acústico tras su antecesor, Básico, con un formato idéntico a los MTV Unplugged de la cadena de televisión americana.

## Historia
Tras la publicación de Calle Mayor en 1996, Carlos Goñi emprendió una nueva gira de conciertos como medio de promoción que duró más de un año. El 6 de octubre, tras una serie de preparativos, Goñi grabó para 40 Principales un concierto en acústico en Plató Valencia, acompañado de una banda de músicos integrada en su mayoría por músicos extranjeros con instrumentos del folk irlandés como el bouzouki o la gaita, y con la asistencia de 700 invitados. 
En el concierto, y de forma semejante a lo realizado en Básico, Goñi interpretó temas de sus dos últimos trabajos de estudio, El Dorado y Calle Mayor, además de cinco nuevas composiciones: «Besaré el suelo», un tema compuesto originalmente para la cantante Luz Casal; «El peligro» y «Ella es y será todo para mí», los dos primeros sencillos extraídos del álbum, «El único espectador» y «Una lluvia violenta y salvaje». Goñi compuso «Una lluvia violenta y salvaje» a raíz del asesinato de Miguel Ángel Blanco, concejal de la localidad de Ermua, Vizcaya, a manos de la banda terrorista ETA el 13 de julio de 1997. Según Goñi: «Estábamos en la furgoneta el día que le secuestraron, tocábamos en Santurce. Recuerdo ese concierto, porque la gente acudió a él con las manos todavía manchadas de blanco, y en mitad del concierto empezaron los gritos de protesta».
Tras la publicación de Básico 2, Goñi llevó a cabo una gira por teatros nacionales. Una vez finalizada la gira, tomó un descanso de tres años hasta publicar un nuevo trabajo, durante los cuales creó su propia discográfica, Nena Records, y su propio estudio de grabación en La Eliana.

## Lista de canciones
Todas las canciones escritas y compuestas por Carlos Goñi excepto donde se anota. 
| N.º | Título                              | Escritor(es) | Duración |  |
| 1.  | «Moll Roe/Hardiman The Fiddler»     | Tradicional  |          |  |
| 2.  | «El mismo hombre»                   |              |          |  |
| 3.  | «Una lluvia violenta y salvaje»     |              |          |  |
| 4.  | «Tú y yo»                           |              |          |  |
| 5.  | «El único espectador»               |              |          |  |
| 6.  | «Ella es y será todo para mí»       |              |          |  |
| 7.  | «El peligro»                        |              |          |  |
| 8.  | «No va más»                         |              |          |  |
| 9.  | «Calle Mayor»                       |              |          |  |
| 10. | «Mi rendición»                      |              |          |  |
| 11. | «El Dorado»                         |              |          |  |
| 12. | «El aire sabe a veneno»             |              |          |  |
| 13. | «Esta noche tengo más de lo normal» |              |          |  |
| 14. | «Besaré el suelo»                   |              |          |  |

## Personal
- Carlos Goñi: guitarra, armónica y voz
- Niall O'Callanain: bouzouki
- Connor Byrne: flauta irlandesa
- Mary Shannon: banjo y mandolina
- Tommy Keane: gaita irlandesa y silbato
- Yvonne Fahy: bodhrán y percusión
- Liz Doherty: violín
- Greg Boland: guitarras
- Paul Smith: batería
- George Hall: órgano Hammond y piano
- Steve Emery: bajo
- Cuco Pérez: acordeón
- Jody Adams: violín
- Arancha Domínguez y Cristina Narea: coros

## Posición en listas
| País   | Semanas | Semanas | Semanas | Semanas | Semanas | Semanas | Semanas | Semanas | Semanas | Semanas | Semanas | Semanas | Semanas | Semanas | Semanas | Semanas | Ventas   | Certificación |
| País   | 1       | 2       | 3       | 4       | 5       | 6       | 7       | 8       | 9       | 10      | 11      | 12      | 13      | 14      | 15      | 16      | Ventas   | Certificación |
| ------ | ------- | ------- | ------- | ------- | ------- | ------- | ------- | ------- | ------- | ------- | ------- | ------- | ------- | ------- | ------- | ------- | -------- | ------------- |
| España | 13      | 13      | 15      | 16      | 17      | 15      | 17      | 18      | 20      | 22      | 21      | 22      | 30      | 24      | 29      | 34      | +300 000 |               |